# Symphoromyia nana
Symphoromyia nana är en tvåvingeart som beskrevs av Turner och Chillcott 1973. Symphoromyia nana ingår i släktet Symphoromyia och familjen snäppflugor.
Artens utbredningsområde är Kalifornien. Inga underarter finns listade i Catalogue of Life.